# Populus haoana
Populus haoana là một loài thực vật có hoa trong họ Liễu. Loài này được Cheng & Z. Wang in Z. Wang & S. L. Tung miêu tả khoa học đầu tiên năm 1979.